# L'Inconnue de Hong Kong
Pour les articles homonymes, voir L'Inconnue.
Pour plus de détails, voir Fiche technique et Distribution.
L'Inconnue de Hong Kong est un film français réalisé par Jacques Poitrenaud et sorti en 1963.

## Synopsis
À Paris, un pianiste organise la rencontre de sa petite amie Mitzi, une artiste de music-hall, avec Georgia, nouvelle venue dans la chanson. Avec leur numéro, les deux jeunes femmes décrochent un engagement de trois mois dans une boîte de Hong Kong. Dès leur arrivée, elles sont témoins d'un trafic de pierres précieuses lorsqu'une inconnue chinoise leur confie que sa vie est menacée par un puissant trafiquant, un certain Taï Ko Sing. Elles apprennent peu après que l'inconnue a été retrouvée assassinée. Mitzi se compromet dangereusement en voulant soutirer de l'argent à Taï Ko Sing afin de rentrer immédiatement en France. Georgia et Mitzi devront leur salut grâce à l'intervention de Philippe, un inspecteur de police français qui, sur la piste des trafiquants, les délivrera du piège où elles étaient tombées et les aidera à regagner Paris. 

## Fiche technique
- Titre original : L'Inconnue de Hong Kong
- Réalisation : Jacques Poitrenaud
- Scénario : André Versini
- Dialogues : Georges Tabet, André Tabet
- Musique : Danyel Gérard
- Assistant réalisateur : Tony Aboyantz
- Arrangements musicaux : Michel Colombier
- Photographie : Marcel Grignon
- Chef électricien : Marcel Policard
- Montage : Gilbert Natot
- Costumes : Tanine Autré, Jacques Stevens
- Pays de production :  France
- Langue de tournage : français
- Tournage extérieur : Hong Kong
- Producteur : Paul Joly
- Société de production : Cocinor
- Société de distribution : Les Films Marceau
- Format : noir et blanc — 35 mm — 2.35:1 (Dyaliscope) — son monophonique
- Genre : film policier
- Durée : 85 minutes
- Date de sortie : France : 2 août 1963
- Affiche : Gilbert Allard (France)

## Distribution
- Dalida : Georgia
- Philippe Nicaud : Philippe, l'inspecteur
- Taïna Béryll : Mitzi
- Serge Gainsbourg : Jean, le pianiste
- Holley Wong : Taï Ko Sing
- Chin Sing Long : l'inconnue